# Aschner Tivadar
Aschner Tivadar, Ascher (Körmöcbánya, 1824. november 8. – Pozsony, 1879. április 14.) pozsonyi kanonok, főgimnáziumi tanár.

## Élete
Az Emericanumban növendék, Pozsonyban érettségizett, a filozófiát 1842-től Nagyszombatban tanulta. 1844-ben a Pázmáneum növendéke lett. A teológiát Bécsben végezte, s 1848. szeptember 12-én pappá szentelték. Ezután Hodrusbányán volt káplán, majd 1852-től a nagyszombati gimnázium fizika és természetrajz-tanára, itt az 1861-ben igazgató, majd 1865-ben pápai kamarás és 1869-ben tiszteletbeli kanonok lett. 1873-ban megvált az igazgatástól és Pozsonyba költözött, ahol valóságos kanonok lett és ott élt mint a társaskáptalan tagja.
1867-től Pap Melchyzedek ajánlására a Királyi Magyar Természettudományi Társulat tagja volt.

## Művei
- 1855 Abschiedsrede des Lehrers der Naturwissenschaften an seine Schüler der 8. gymn. Kl. zu Tyrnau. Tyrnau
- 1855 Die Naturwissenschaften im Dienste der Religion. Tanodaévvégi Tudósítvány a Nagy-Szombati Érseki Nagy-Gymnasiumról 1854/5 évre
- 1856 Korszerű javaslatok a magyarhoni Flórára vonatkozólag. Tanodaévvégi Tudósítvány a Nagy-Szombati Érseki Nagy-Gymnasiumról 1855/6 évre
- 1856-1857 Természettani tanulmányok. Családi Lapok 1856/1857
- 1857 Hyaloplastica. Családi Lapok 1857
- 1857 Az üstökösökről I-II. Családi Lapok 1857
- 1860 Korszerű javaslatok a magyarhoni Flórára vonatkozólag. Tanodai Lapok 5/8
- 1860 Az égtan hármas diadala. Tanodai Lapok 5/13

Szerkesztette a nagyszombati főgimnázium Értesítőjét (1863–1873).